# 関西学院大学建築学部
関西学院大学建築学部（かんせいがくいんだいがくけんちくがくぶ、School  of Architecture）は、関西学院大学に設置されている建築学部。
建築学科の1学科が設置されている。
なお、関連する大学院については、同大学の大学院理工学研究科に建築学専攻を2025年をめどに開設を予定している。

## 沿革
- 1995年 関西学院大学が総合政策学部を開設。総合政策学科の1学科
- 2006年 総合政策学部に都市政策学科を増設
- 2013年 総合政策学部都市政策学科に建築士プログラムコースを開設
- 2021年 都市政策学科建築士プログラムコースを母体に建築学部を開設、建築学科を設置

## 学部組織
建築学部
- 建築学科